# Noel Derrick
Noel Edward Derrick (* 5. Juli 1926 in Sydney; † 25. Dezember 2018 in Melbourne) war ein australischer Eishockeyspieler. 

## Karriere
Noel Derrick nahm für die australische Nationalmannschaft an den Olympischen Winterspielen 1960 in Squaw Valley teil. Mit seinem Team belegte er den neunten und somit letzten Platz. Er selbst kam im Turnierverlauf in allen sechs Spielen seiner Mannschaft zum Einsatz und erzielte dabei zwei Tore und eine Vorlage. Zudem trat er für Australien bei der Qualifikation zu den Olympischen Winterspielen 1964 an. Auf Vereinsebene spielte er für den Blackhawks Ice Hockey Club in Melbourne.